# 인형공주 리카
인형공주 리카(일본어: スーパードール★リカちゃん, 슈퍼 돌 리카짱)는 1998년에 출시된 일본의 애니메이션으로, 마법소녀물의 일종이다. 대한민국에서는 KBS에서 2001년에 방영하였다.

## 줄거리
자신이 인형 왕국의 공주임을 알게 된후, 3학년 학생인 카야마 리카는 끔찍한 위험에 처해있다. 이제 심술궂은 닥터 허수아비가 그녀와 그녀의 왕위에 올랐고 위험에 처하게 된다. 리카의 할머니는 그녀에게 선물로 인형 세트를 주기로 결정한다. 필요한 경우, 인형은 인형 기사라는 더 큰 모습으로 변신한다. 그들은 그녀를 평범한 일상 생활을 계속할 수 있드록 모든 비용으로 리카를 보호하게 된다. 

## 등장인물
- 이현선 - 리카
- 서혜정 - 인형기사 리카 / 유라
- 김우정 - 루이 / 인형기사 레온
- 최수민 - 카산드라 / 다빈
- 김익태 - 크로우 백작 / 피에르(리카의 할아버지) / 프란츠
- 함수정 - 이브
- 손선근 - 호세 / 해리
- 성선녀 - 아르네(리카의 할머니) / 담임 수녀님
- 전유정 - 반장 / 하늘이
- 송덕희 - 샤일라(리카의 엄마) / 인형기사 슈슈
- 정미경 - 미스티 / 세미

## 한국판 제작진(KBS)
- 녹음: 김학건
- 편집: 이윤주, 송제혁
- 그래픽: 이미경
- 번역: 허상희
- 연출: 김웅종
- 우리말 제작: KBS 미디어

## 방영 에피소드
1. 신비한 인형 기사
2. 저녁 달의 사랑 운세
3. 성모 마리아의 미소
4. 할로윈 고객
5. 어머니의 생일
6. 꿈꾸는 별 주위에서
7. 마법의 허브차
8. 다이는 리틀 기사
9. 종소리의 비밀
10. 또다른 리카
11. 추억의 흰색 웨딩드레스
12. 스노우 데이의 선물
13. 잃어버린 고양이 아지
14. 일요일 총격전
15. 루이의 여자친구
16. 얼어붙은 세계의 마녀
17. 조심해 이상한 예측
18. 동화속 왕국의 세 기사단
19. 움직이지 않는 인형 리카
20. 도망자 여왕의 비밀
21. 루이의 보물
22. 일어나, 인형 이사무
23. 잃어버린 외계인
24. 인형 이즈미가 여기에 오다!
25. 수수께끼의 교환 학생 캐서린
26. 수수께끼의 인형 이즈미
27. 리카의 비밀이 드러나다
28. 환상의 인형 왕국
29. 아빠의 귀환
30. 믿을만한 보디가드
31. 악마 왕국의 공주
32. 인형 이사무가 사진을 찍다
33. 캐서린의 비밀
34. 밝은 눈을 지닌 소녀
35. 공포의 웨딩 벨
36. 신비한 사랑의 멜로디
37. 2명의 인형 리카
38. 아빠의 노래 힘
39. 작은 음악상자
40. 캐서린 타켓팅
41. 환영합니다, 허수아비
42. 일요일
43. 용기를 주는 보물
44. 인형 기사와 다투는 미스티
45. 빛 안에서의 인형 리카
46. 여름의 악몽
47. 인형 왕국으로 향하다
48. 방황하는 철 마스크가 등장하다!
49. 인형 왕국의 신
50. 마법사의 왕 허수아비
51. 기적의 멜로디
52. 잘가, 리카

## 주제가
- 작곡 : 아이소리
- 노래 : 도윤숙, 전달현, 방일형